# 宮前平駅
宮前平駅（みやまえだいらえき）は、神奈川県川崎市宮前区宮前平一丁目にある、東急電鉄田園都市線の駅である。駅番号はDT13。

## 歴史
- 1966年（昭和41年）4月1日：開設[1]。
- 2015年（平成27年）10月31日：ホームドア使用開始。
- 2020年（令和2年）11月20日：改札前に東急ストアフードステーション宮前平駅前店オープン[2]。

### 駅名の由来
1960年（昭和35年）に免許された際の仮称駅名は「土橋駅（）」であった。これは駅予定地の周辺の地名を採ったものであるが、1965年（昭和40年）9月の常務会で「宮前平駅」と正式決定した。なお「宮前」の由来は隣の宮崎台駅と同じく1889年（明治22年）当地に成立した橘樹郡宮前村であり、「宮前」と書いて「みやさき」と読ませた。大字馬絹字宮ノ前に村役場を置いたことによる命名である。また、「平」は駅所在地の当時の地名川崎市大字宮崎字大平から採ったもの。
川崎市発行の『川崎地名辞典（下）』には、紀勢本線に「宮前駅」があるために「平」を付けたと言う記述がある。
なお、現在の駅所在地は川崎市宮前区宮前平となっているが、この町名は1972年（昭和47年）に設定されたものであり、当駅に由来する地名である。

## 駅構造
相対式ホーム2面2線を有する高架駅。

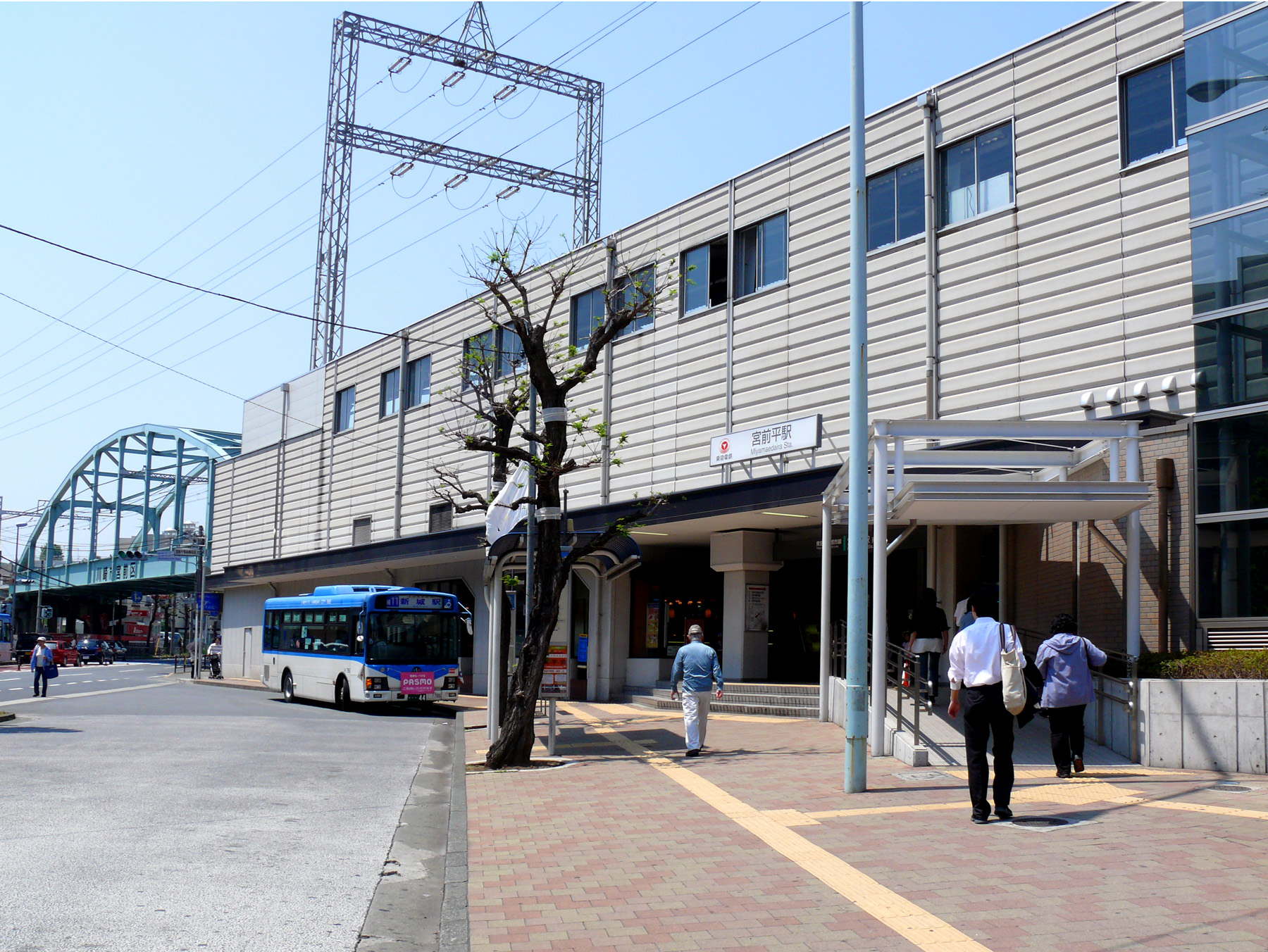
リニューアル前の駅舎(2007年5月)

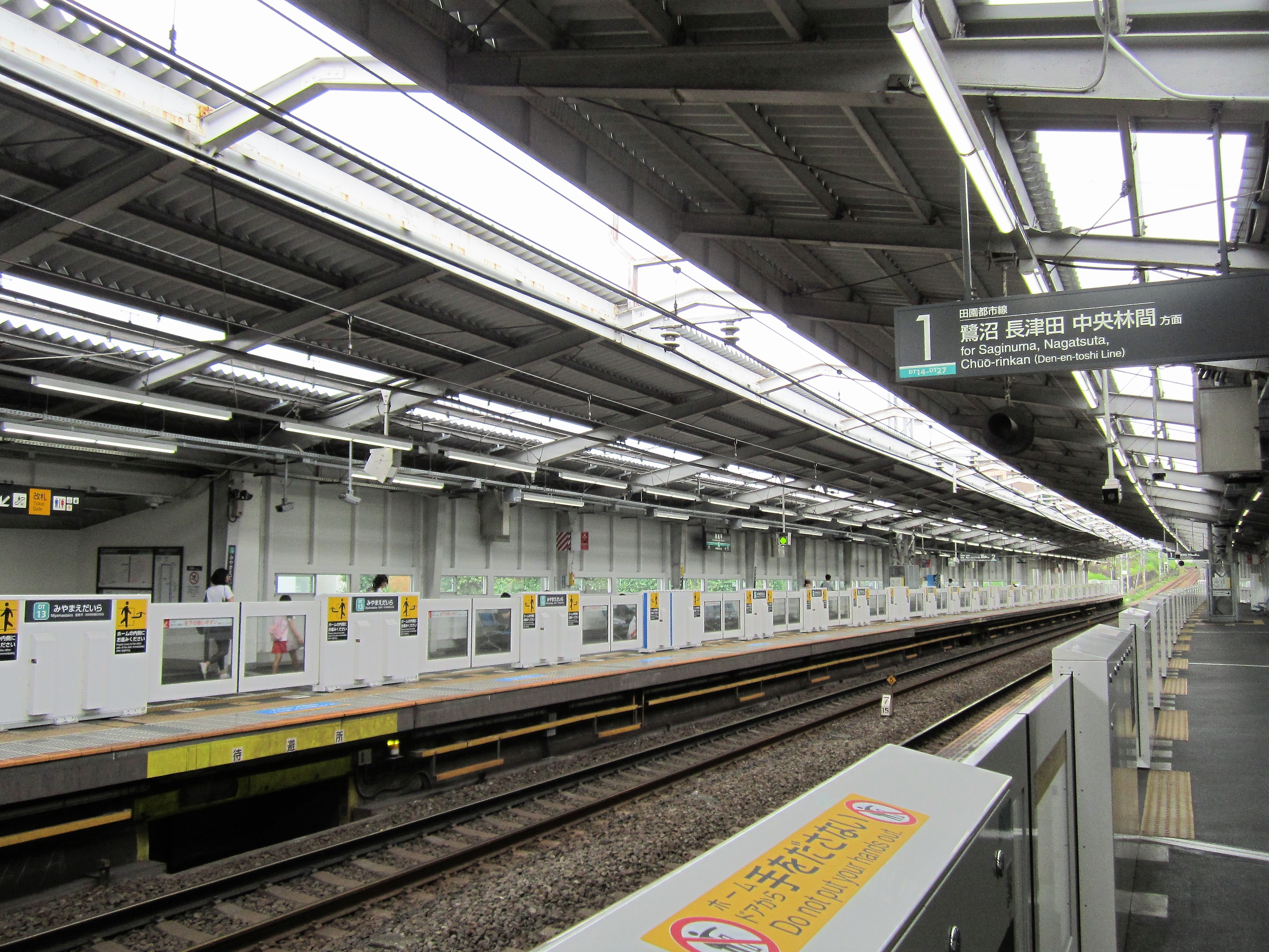
ホーム（2019年6月）

2015年より、上下線ホームにホームドアを新設、使用開始している。但し、新設時点で田園都市線には6扉車運用があったため、JR東海道新幹線熱海駅や九州新幹線・北陸新幹線・東北新幹線の一部駅同様、ホーム内側に寄せて設置されている。

### のりば
| 番線 | 路線       | 方向 | 行先                                     |
| ---- | ---------- | ---- | ---------------------------------------- |
| 1    | 田園都市線 | 下り | 鷺沼・長津田・中央林間方面               |
| 2    | 田園都市線 | 上り | 渋谷・押上〈スカイツリー前〉・春日部方面 |

## 利用状況
2024年度（令和6年度）の1日平均乗降人員は46,121人である。田園都市線各停のみ停車する駅としては隣駅の宮崎台駅に次いで2番目に多い。2019年度（令和元年度）までは、同線各停のみ停車する駅として利用者数は最多であった。
近年の1日平均乗降・乗車人員の推移は以下の通り。
| 年度               | 1日平均 乗降人員 | 1日平均 乗車人員 | 出典     |
| ------------------ | ---------------- | ---------------- | -------- |
| 1998年（平成10年） |                  | 20,643           | [ * 1 ]  |
| 1999年（平成11年） |                  | 21,054           | [ * 2 ]  |
| 2000年（平成12年） |                  | 21,462           | [ * 2 ]  |
| 2001年（平成13年） |                  | 21,598           | [ * 3 ]  |
| 2002年（平成14年） |                  | 21,886           | [ * 4 ]  |
| 2003年（平成15年） | 43,650           | 22,188           | [ * 5 ]  |
| 2004年（平成16年） | 44,473           | 22,739           | [ * 6 ]  |
| 2005年（平成17年） | 44,692           | 22,827           | [ * 7 ]  |
| 2006年（平成18年） | 45,330           | 23,145           | [ * 8 ]  |
| 2007年（平成19年） | 46,059           | 23,673           | [ * 9 ]  |
| 2008年（平成20年） | 46,526           | 23,834           | [ * 10 ] |
| 2009年（平成21年） | 46,390           | 23,727           | [ * 11 ] |
| 2010年（平成22年） | 46,893           | 23,928           | [ * 12 ] |
| 2011年（平成23年） | 47,293           | 24,129           | [ * 13 ] |
| 2012年（平成24年） | 48,512           | 24,756           | [ * 14 ] |
| 2013年（平成25年） | 49,720           | 25,341           | [ * 15 ] |
| 2014年（平成26年） | 49,608           | 25,279           | [ * 16 ] |
| 2015年（平成27年） | 50,690           | 25,839           | [ * 17 ] |
| 2016年（平成28年） | 49,720           | 26,136           | [ * 18 ] |
| 2017年（平成29年） | 51,787           | 26,406           | [ * 19 ] |
| 2018年（平成30年） | 52,527           | 26,789           | [ * 20 ] |
| 2019年（令和元年） | 51,907           |                  |          |
| 2020年（令和02年） | 37,275           |                  |          |
| 2021年（令和03年） | 40,122           |                  |          |
| 2022年（令和04年） | 43,267           |                  |          |
| 2023年（令和05年） | 45,219           |                  |          |
| 2024年（令和06年） | 46,121           |                  |          |

## 駅周辺

駅前にある石像、「対話 - 太陽の町」。1966年、田園都市線の開通を記念して設置された。

駅周辺は第一種中高層住居専用地域で住宅が展開している。宮前区役所の最寄駅であり、駅前から北に坂を上ると教育・公共施設が集中している。
- 川崎市宮前区役所：徒歩10分、路線バス2分。
- 神奈川県宮前警察署
- 川崎市宮前消防署
- 川崎市宮前文化センター
  - 川崎市立宮前図書館
- 宮前平こども文化センター
- JAセレサ川崎宮前平支店
- 川崎宮前平郵便局
- 川崎土橋郵便局
- 宮前平源泉湯けむりの庄
- 東急ストア フードステーション宮前平駅前店
- 宮前平ショッピングパーク
- 東急ストア宮前平店
- サギヌマスイミングクラブ宮前平
- ティップネス宮前平店
- いなげや川崎宮前平駅前店
- まいばすけっと
- ノジマ東名川崎店
- ドン・キホーテ東名川崎店
- 宮前平保育園
- 可愛ベビーホーム（川崎市認定保育園）
- 川崎市立富士見台小学校
- 川崎市立宮前平中学校
- 宮前平公園
- 宮前平第二公園
- 宮前平第三公園
- 尻手黒川道路

当駅宮崎台側の高架下の道路は長坂が開設される以前の矢倉沢往還である。

### バス路線
川崎市バス、東急バスによって運行されている。
| 乗り場 | 系統 | 主要経由地                         | 行先                 | 運行事業者 |
| ------ | ---- | ---------------------------------- | -------------------- | ---------- |
| 1      | 溝15 | 犬蔵・南平・向丘出張所             | 溝口駅南口           | ■市バス    |
| 1      | 溝15 | 犬蔵・向丘出張所・溝口駅南口       | 第三京浜入口         | ■市バス    |
| 1      | 溝15 | 犬蔵・向丘出張所・溝口駅前         | 第三京浜入口         | ■市バス    |
| 1      | 溝15 | 犬蔵・向丘出張所・溝口駅入口       | 溝口駅前（北口）     | ■市バス    |
| 1      | 溝15 | 犬蔵・南平                         | 白幡八幡前           | ■市バス    |
| 1      | 生01 | 蔵敷・長沢入口・春秋苑入口         | 生田駅               | ■市バス    |
| 1      | 宮03 | 犬蔵・蔵敷・稗原                   | 鷲ヶ峰営業所         | ■市バス    |
| 1      | 宮04 | 犬蔵・菅生車庫・北部市場前         | 鷲ヶ峰営業所         | ■市バス    |
| 1      | 宮05 | 犬蔵・蔵敷・長沢                   | 聖マリアンナ医科大学 | ■市バス    |
| 2      | 宮02 | 馬絹・上野川                       | 野川台               | ■東急      |
| 3      | 城11 | 馬絹・野川・千年                   | 新城駅前             | ■市バス    |
| 3      | 城11 | 馬絹・野川・井田営業所前           | 井田病院             | ■市バス    |
| 3      | 城11 | 馬絹・野川                         | 井田営業所前         | ■市バス    |
| 4      | 生01 | 宮前区役所前・犬蔵・蔵敷・長沢入口 | 生田駅               | ■市バス    |
| 4      | 溝15 | 宮前区役所前・犬蔵                 | 溝口駅南口           | ■市バス    |
| 4      | 宮03 | 宮前区役所前・犬蔵                 | 鷲ヶ峰営業所         | ■市バス    |
| 4      | 宮04 | 宮前区役所前・犬蔵                 | 鷲ヶ峰営業所         | ■市バス    |
| 4      | 宮05 | 宮前区役所前・犬蔵                 | 聖マリアンナ医科大学 | ■市バス    |
| 5      | 城11 | 富士見台小学校前                   | 宮前区役所前         | ■市バス    |
| 5      | 宮02 | 富士見台小学校前                   | 宮前区役所前         | ■東急      |
| 5      | 宮06 | 宮前区役所前・宮崎台駅             | 虎の門病院分院       | ■東急      |

## 川崎縦貫高速鉄道
川崎市で計画中の川崎縦貫高速鉄道は、当駅にも乗り入れる予定であったが、2013年（平成25年）に事実上の計画断念が発表された。

## 隣の駅
東急電鉄
 田園都市線

■急行・■準急
通過
■各駅停車
宮崎台駅 (DT12) - 宮前平駅 (DT13) - 鷺沼駅 (DT14)